# Cozolapa
Cozolapa är en ort i Mexiko.   Den ligger i kommunen Naupan och delstaten Puebla, i den sydöstra delen av landet, 140 km nordost om huvudstaden Mexico City. Cozolapa ligger 1 382 meter över havet och antalet invånare är 122.
Terrängen runt Cozolapa är kuperad söderut, men norrut är den bergig. Runt Cozolapa är det tätbefolkat, med 319 invånare per kvadratkilometer. Närmaste större samhälle är Huauchinango, 9,6 km sydost om Cozolapa. I omgivningarna runt Cozolapa växer i huvudsak blandskog.